# پل (فیلم ۱۹۹۲)
پل (انگلیسی: The Bridge) فیلمی در ژانر رمانتیک است که در سال ۱۹۹۲ منتشر شد.